# The Bad Plus

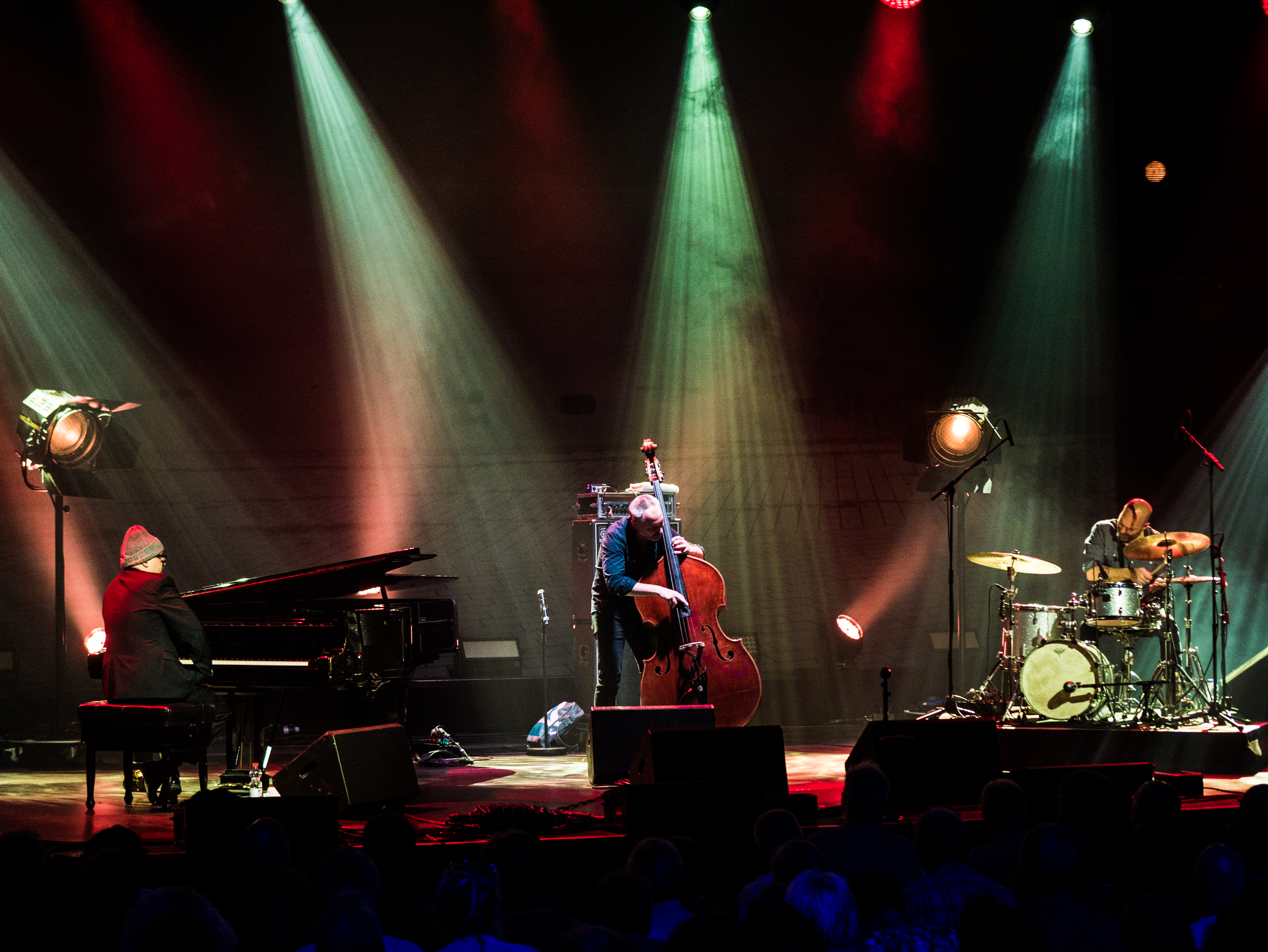
The Bad Plus
(von links nach rechts: Ethan Iverson, Reid Anderson, David King) beim Moers Festival 2017

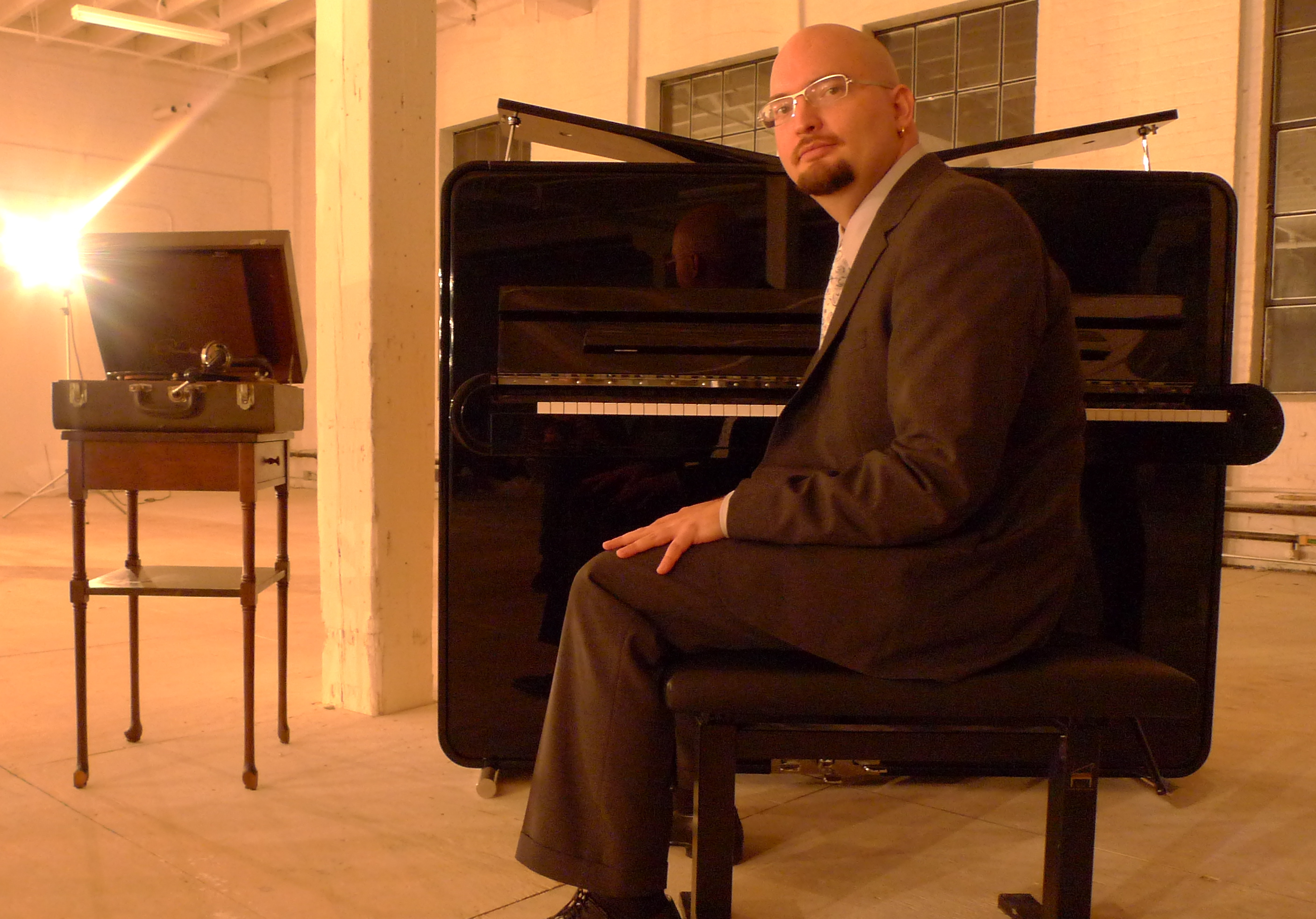
Ethan Iverson

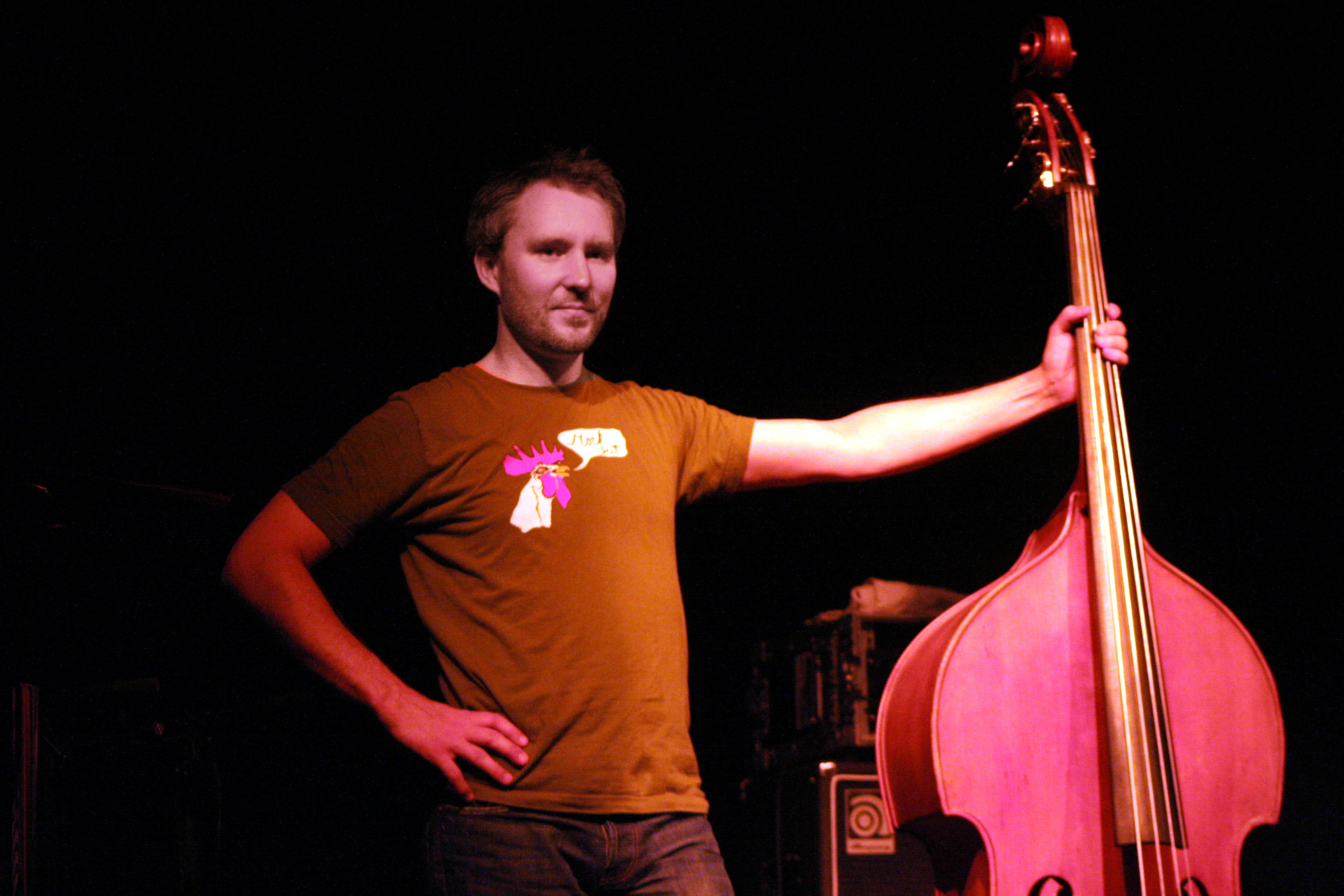
Reid Anderson

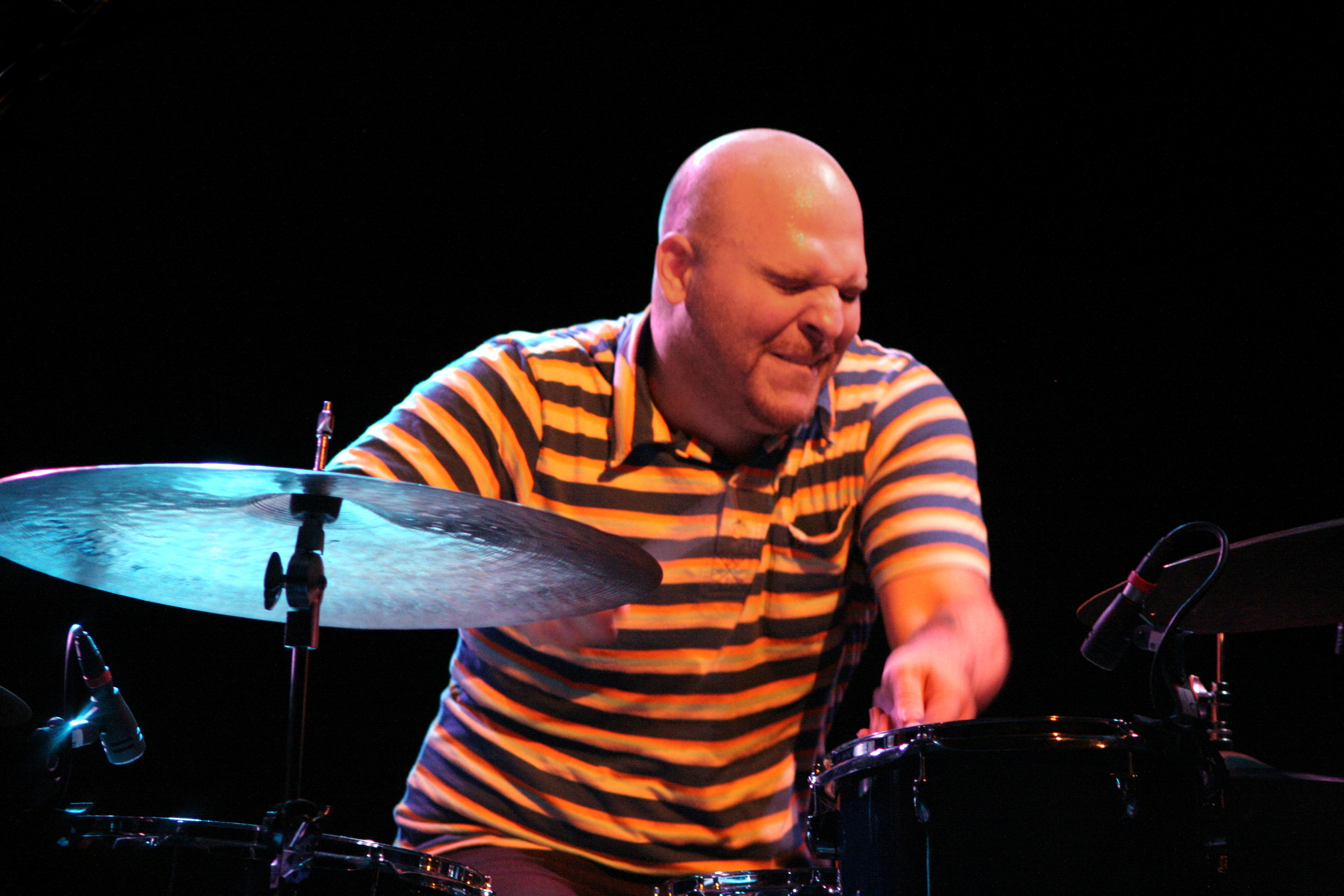
Dave King

The Bad Plus sind eine US-amerikanische Jazz-Band aus Minneapolis, die 2000 als Klavier-Trio von Ethan Iverson (Klavier), Reid Anderson (Bass) und Dave King (Schlagzeug) gegründet wurde. Iverson verließ die Band im Dezember 2017 und wurde zunächst am Klavier durch Orrin Evans ersetzt. Seit 2021 sind der Saxophonist Chris Speed und der Gitarrist Ben Monder Teil der Band, die nun als Quartett agiert.

## Geschichte
Iverson, Anderson and King spielten erstmals 1989 zusammen, verloren sich dann aber aus den Augen. The Bad Plus gründeten sie 2000, nachdem sie sich in New York wieder begegneten. Ihr erstes Album veröffentlichte die Band nach gerade einmal drei Gigs auf dem Label Fresh Sound. Nach einem Auftritt im Village Vanguard nahm Columbia Records das Trio 2002 unter Vertrag. Hier veröffentlichten sie 2003 ihr Album These Are the Vistas, im Jahr 2004 Give, 2005 das Album Suspicious Activity?. Hierauf verließ das Trio Columbia und unterzeichnete einen Vertrag mit Heads Up Records, wo im Mai 2007 das Album Prog und im Februar 2009 das Album For All I Care erschien. Daraufhin wechselte das Trio zu eOne Music. Hier erschienen bisher Never Stop (2010) und Made Possible (2012).
Mitte 2021 wurde die Band mit Ben Monder und Chris Speed zum Quartett erweitert.

## Werk
Stilistisch kombinieren The Bad Plus Elemente des Avantgarde Jazz mit Rock- und Popelementen. Nach ihren Worten sind sie von Strawinski bis Ornette Coleman beeinflusst. Ihr Œuvre wird vor allem durch eigenwillige Interpretationen bekannter Rockstücke geprägt, die zirka 20 Prozent des Repertoires ausmachen.
Das Trio hat zahlreiche Stücke anderer Bands verarbeitet, etwa Smells Like Teen Spirit von Nirvana, David Bowies Life on Mars? oder Aphex Twins Flim.
Mit 170 Konzerten jährlich (2006) haben sie eine beeindruckende Tourpräsenz. Sie versuchen auch vermehrt, die Livestimmung auf Aufnahmen festzuhalten. Ihrer Homepage zufolge sind ihre Konzerte wie mit der Präzision Schweizer Uhren gespielt, bieten aber zugleich die ganze Bandbreite der Dynamik auf und verlassen waghalsig musikalische Gewohnheiten.
Zunächst trugen alle drei Musiker mit ihren Kompositionen zum Repertoire bei. Nach eigenen Angaben ist Iversons Musik eher intellektuell und komplex, Andersons eher melodisch und romantisch und Kings Kompositionen haben einen mehr rhythmischen und surrealen Zugang. Die Intimität des Trios erreicht zeitweise das Niveau klassischer Vorbilder, wie Bill Evans oder Keith Jarrett mit Standardstücken. Nach Ansicht des Kritikers Ben Ratliff von der New York Times ist die Band besser als irgendwer sonst im Mixen von „Post-'60s Jazz und Indierock“.
Iversons Spiel zeichnete sich durch eine hohe Virtuosität aus, die aber mit starker Zurückhaltung vorgetragen wird. Deutlich mehr Freiheit zu spontanem Ausdruck erhielt Schlagzeuger Dave King, während Bassist Reid Anderson seine Aufgabe mehr als rhythmische und harmonische Fundierung des Trios und weniger als virtuose Selbstentfaltung interpretierte. 
2011 spielten sie gemeinsam mit der hr-Bigband; 2012 traten sie auf dem Newport Jazz Festival mit Bill Frisell auf.
Die Entwicklung zum Quartett im Sommer 2021 begann mit intensiven Proben, in denen sie sich mit neuen und alten Kompositionen von Anderson und King beschäftigten und einen neuen Gruppensound erarbeiteten. Auf dem gleichnamigen Album von 2022 klingt The Bad Plus „kantiger, rauer, experimenteller, weniger poppig, aber dafür wesentlich paritätischer.“

## Diskografie
- The Bad Plus (2001) – auch bekannt als Motel
- Authorized Bootleg (2001)
- These Are the Vistas (2003)
- Give (2004)
- Suspicious Activity? (2005)
- Blunt Object: Live in Tokyo (2006)
- Prog (2007)
- For All I Care zusammen mit Wendy Lewis (EmArcy 2009)
- Never Stop (2010)
- Made Possible (2012)
- The Rite of Spring (2014)
- Inevitable Western (Okeh Records 2014)
- The Bad Plus Joshua Redman zusammen mit Joshua Redman (Nonesuch Records 2015)
- It's Hard (Okeh Records 2016)
- Never Stop II (Legbreaker Records 2018)
- Activate Infinity (Edition Records 2019)
- The Tower Tapes #4: The Bad Plus (Jazz Club Ferrara 2020)
- The Bad Plus (Edition Records 2022)
- Complex Emotions (Mack Avenue, 2024)